# Texas City
Texas City – miasto w Stanach Zjednoczonych, w stanie Teksas, w hrabstwie Galveston, nad zatoką Galveston. Przemysł petrochemiczny i portowy. Miejsce jednej z najgroźniejszych katastrof przemysłowych w historii USA.
W mieście rozwinął się przemysł petrochemiczny oraz stoczniowy.

## Demografia
Według przeprowadzonego przez United States Census Bureau spisu powszechnego w 2010 miasto liczyło 45 099 mieszkańców, co oznacza wzrost o 8,6% w porównaniu do roku 2000. Natomiast skład etniczny w mieście wyglądał następująco: Biali 56,0%, Afroamerykanie 29,7%, Azjaci 1,0%, pozostali 13,3%. Kobiety stanowiły 52,1% populacji.

## Miasta partnerskie
- Whyalla